# Calendrier tibétain

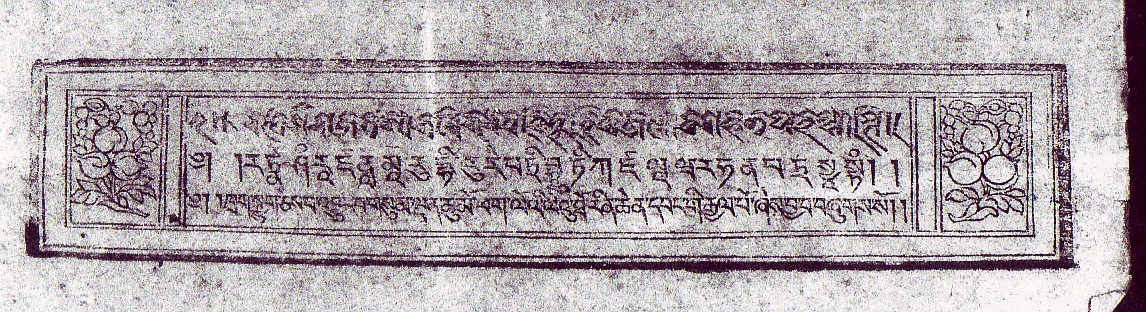
Page de titre d'un calendrier tibétain de Lhassa pour l'année du cochon d'eau en 1923/24.

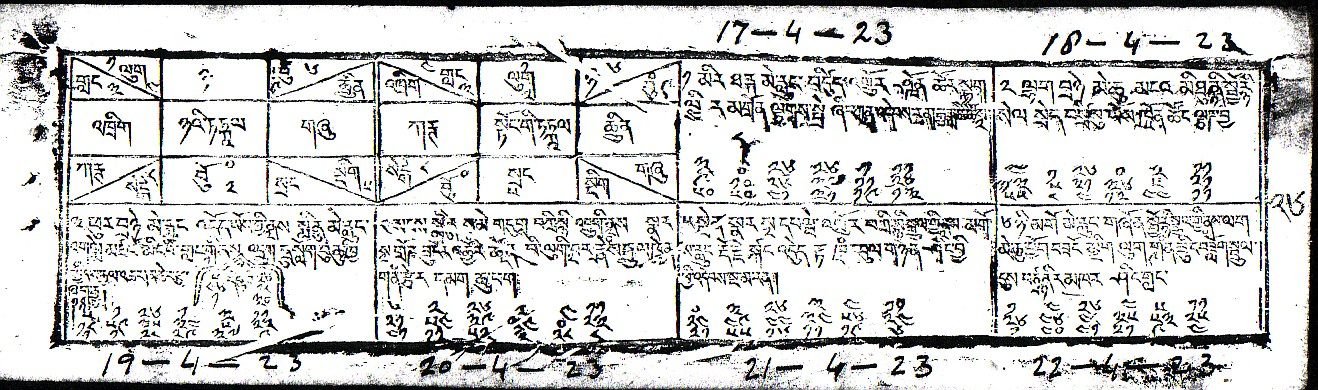
Début du 3e mois lunaire dans le calendrier tibétain de Lhassa pour l'année du cochon d'eau en 1923/24.

Le calendrier tibétain (tibétain : ལོ་ཐོ, Wylie : lo-tho, THL : lo to ; chinois simplifié : 藏历 ; chinois traditionnel : 藏曆 ; pinyin : zànglì) est un calendrier luni-solaire, c'est-à-dire basé à la fois sur les cycles du Soleil et de la Lune. Il est utilisé au Tibet depuis sa mise en vigueur officielle en 1027.
Il n'a rien d’intrinsèquement bouddhiste, bien qu'une conviction tibétaine est que l'astrologie du kalachakra (la roue du temps) représente une vérité immuable enseignée par le Bouddha, et amène à la conservation de grandes inexactitudes. Cependant, les discours dans lesquels ces systèmes sont véhiculés ont un fort caractère bouddhique.

## Historique
Les premières traces de l'utilisation d'un calendrier dans la littérature tibétaine, sont en 650, dans un manuscrit classé sous l’appellation « Pelliot tibétain 1288 » et plus communément appelé « Annales » (sous l'Empire du Tibet, 629 — 877) où il est écrit « Année du Chien (650), le corps du grand père, conservé dans la chambre funéraire », semblant démontrer que le calendrier basé sur les 12 animaux (du calendrier chinois), mais sans utiliser les cinq éléments, était alors utilisé. Cet ouvrage a été découvert dans les collections de Dunhuang (voir Grottes de Mogao).
Une inscription sur une stèle de pierre datée de 822 à propos d'un traité de paix entre le Tibet et la Chine, débute par le texte « Le dixième jour du premier mois d'hiver de l'année de la femelle buffle de fer ; le nom de l'année dans le Grand Tibet étant la septième année du bonheur éternel, et le nom de l'année dans la Grande Chine étant la premier année de Cang Keng » On retrouve ici l'utilisation du cycle sexagésimal chinois pour le calendrier Tibétain, et également l'utilisation d'une année relative au règne de l'Empereur (tibétain : བཙན་པོ, Wylie : btsan po, THL : Tsenpo), ici, septième année du règne de Tri Detsugtsen (ou Repacen) et la première année du règne Kang Ceng (長慶, cháng qìng) (de l'empereur Chinois Tang Muzong). L'utilisation de l'année de règne, d'après le tibétologue universitaire hongrois Géza Uray (nl), serait peut être un moyen de faciliter l’évènement étant donné son importance.
À cette époque, l'année était divisée en quatre saisons, et chacune d'elles en trois parties, le début (tibétain : ར་བ, Wylie : ra ba, THL : rawa), le centre (tibétain : འབྲིང་བ, Wylie : ’bring ba, THL : dringwa) et la fin (tibétain : ཐ་ཆུང, Wylie : tha chung, THL : thachung). Cette pratique sera par la suite remplacée par trois autres systèmes.
Pendant l'ère de la fragmentation (suivant l'Empire Tibétain), dans le royaume bouddhiste situé à l'Ouest du Tibet, des textes indiens sont traduits du sanskrit au tibétain, dont certaines catégories de textes qui étaient bannies pendant l'Empire. Le système indien du Kālacakra (la Roue du Temps) bénéficia alors de plusieurs traductions. On sait qu'au XIIe siècle, le calendrier de Dragpa Gyaltsen (Wylie : Grags pa rgyal mtshan, 1147 — 1216) avait adopté de façon partielle ce système.
Phagpa, de l'école Sakya, dishi de l'empereur mongol Kubilai Khan, qui dirige la dynastie Yuan chinoise, adapte le système sexagésimal chinois au système du kalachakra, qui est alors connu sous le nom de Sakya-Yuan et s'arrange pour que le cycle ne commence pas l'année du rat de bois (à l'image du système chinois), mais lors du lièvre de feu, trois ans plus tard, et le nom de cette année (Rabjung, w : Rab’byung ; sanskrit : Bṛhaspati) devient le nom du cycle. Il décale également la date du début du système afin qu'il commence en même temps que le Nouvel An chinois, cela devient le Nouvel An mongol, jusqu'à nos jours (appelé en tibétain : ཧོར་ཟླ, Wylie : hor zla, THL : horda). Comme dans le cas du calendrier chinois, le fait qu'il soit luni-solaire oblige à intercaler un treizième mois certaines années, mais il utilise pour cela les principes du kalachakra, décalant ainsi parfois le nouvel an, par rapport au chinois.
Le calendrier tibétain est dérivé de la tradition du calendrier indien ; il en a la même structure générale, mais les détails diffèrent significativement. La base du calendrier tibétain est le tantra de kalachakra, traduit du sanscrit en tibétain au XIe siècle, en 1027.

## Les années
L'année tibétaine débute le jour de la nouvelle lune qui suit l'entrée du Soleil dans la constellation du Bélier. Selon les années, cet évènement se produit entre le début du mois de février et le début du mois de mars du calendrier chrétien. C'est à cette date qu'est célébré le nouvel an tibétain, ou Losar. En 2008, le nouvel an tibétain a été célébré le 7 février.
Elle comporte un nombre entier de mois lunaires, 12 ou 13 selon les années. En effet, 12 mois lunaires correspondant à 354 jours en moyenne, alors que l'année astronomique est approximativement de 365,25 jours, il est nécessaire d'ajouter un mois supplémentaire tous les 30 mois environ, afin de compenser le décalage du début de l'année. Le mois intercalaire ainsi ajouté prend le nom et le numéro du mois qui le précède. Ce système des mois intercalaires, déjà utilisé par les Chaldéens, distingue le calendrier tibétain des calendriers purement lunaires, comme le calendrier musulman, dans lesquels ce décalage n'est jamais rattrapé.
Les années sont désignées par un nom d'animal associé au nom d'un des cinq éléments de la philosophie chinoise, alors que les mois sont usuellement désignés par leur numéro, bien qu'ils le soient parfois aussi par une combinaison animal-élément similaire à la dénomination des années.
Les animaux, comme dans l'astrologie chinoise, se succèdent dans l'ordre suivant :
| ཡོས་ Lièvre ♀ | འབྲུག་ Dragon ♂ | སྦྲུལ་ Serpent ♀ | རྟ་ Cheval ♂   | ལུག་ Mouton ♀ | སྤྲེལ་ Singe ♂ |
| བྱ་ Oiseau ♀  | ཁྱི་ Chien ♂    | ཕག་ Cochon ♀  | བྱི་བ་ Souris ♂ | གླང་ Bœuf ♀   | སྟག་ Tigre ♂ |

Les cinq éléments de l'astrologie chinoise se succèdent, également dans le même ordre :
| Feu | Terre | Métal | Eau | Bois |

Chaque élément est associé à deux années consécutives, la première sous la forme mâle, et la deuxième sous la forme femelle. Par exemple, l'année mâle du dragon de terre est suivie par l'année femelle du serpent de terre, puis par l'année mâle du cheval de fer, et ainsi de suite. Le genre grammatical masculin ou féminin est le plus souvent omis, car on peut le déduire du nom de l'animal.
Les combinaisons animal-élément réapparaissent selon un cycle de 12 × 5 = 60 ans, qui commence par l'année femelle du lièvre de feu. Ces grands cycles sont décomptés à partir du commencement de l'ère Rabchung, en 1027 de l'ère chrétienne. Ainsi, le 18 février 2007 correspond au 1er jour du 1er mois de l'année du cochon de feu du 17e cycle.
Ce type de représentation est proche du cycle sexagésimal chinois, les douze noms d'animaux correspondant aux douze branches terrestres, et les cinq noms d'éléments associés aux deux genres mâle et femelle correspondant aux dix tiges célestes de ce cycle.

## Les mois
Ce calendrier luni-solaire comporte douze mois lunaires dont les noms dans le système Phugpa sont:
| Ordre | Nom       |
| ----- | --------- |
| 1     | mchu      |
| 2     | dbo       |
| 3     | nag pa    |
| 4     | sa ga     |
| 5     | snron     |
| 6     | chu stod  |
| 7     | gro bzhin |
| 8     | khrums    |
| 9     | tha skar  |
| 10    | smin drug |
| 11    | mgo       |
| 12    | rgyal     |

## Les jours du mois
Un mois tibétain correspond à l'intervalle de temps qui s'écoule entre deux nouvelles lunes consécutives. Il présente la particularité de devoir s'achever impérativement par le jour portant le numéro 30, marquant la nouvelle lune.
Le cycle lunaire moyen durant un peu plus de 29 jours et demi, des règles de numérotation particulières ont été établies par les créateurs de ce calendrier. Le numéro d'un jour quelconque dans le mois correspond au nombre de couchers de lune entre l'instant précis de la nouvelle lune et la fin du jour considéré. Pour les jours pendant lesquels il n'y a pas de coucher de lune, on répète le numéro du jour précédent ; un tel jour est dit doublé. Il existe également des jours sautés qui permettent de compléter la numérotation si le mois comporte moins de 30 jours numérotés ; le choix d'un tel jour se porte généralement sur un jour défavorable selon les règles astrologiques.

## Les jours de la semaine
Comme dans le calendrier chrétien, la semaine comprend sept jours qui portent des noms s'inspirant de ceux d'objets célestes.
| Jour     | Tibétain (Wylie)            | Transcription phonétique (THL) | Objet   |
| -------- | --------------------------- | ------------------------------ | ------- |
| Dimanche | གཟའ་ཉི་མ་ (gza' nyi ma)      | Sa nyima                       | Soleil  |
| Lundi    | གཟའ་ཟླ་བ་ (gza' zla ba)      | Sa dawa                        | Lune    |
| Mardi    | གཟའ་མིག་དབར་ (gza' mig dmar) | Sa migmar                      | Mars    |
| Mercredi | གཟའ་ལྷག་པ་ (gza' lhak pa)    | Sa lhakpa                      | Mercure |
| Jeudi    | གཟའ་ཕུར་པུ་ (gza' phur bu)    | Sa phurbu                      | Jupiter |
| Vendredi | གཟའ་པ་སངས་ (gza' pa sangs)  | Sa pasang                      | Vénus   |
| Samedi   | གཟའ་སྤེན་པ་ (gza' spen pa)    | Sa pemba                       | Saturne |

Nyima « Soleil », Dawa « Lune », Lhakpa « Mercure » et Pasang « Vénus » sont des prénoms fréquemment donnés aux enfants nés respectivement un dimanche, un lundi, un mercredi ou un vendredi.
En mongol, on trouve les formes dérivées Nyam (dimanche), Davaa (lundi), Myagmar (mardi), Lhagva (mercredi), Purev (jeudi), Baasan (vendredi) et Byamba (samedi), utilisées également comme prénoms ou éléments de prénom, comme pour la cinéaste Byambasuren Davaa.